# Auguste Vincens
Pierre Joseph Denis Auguste Vincens, né le 5 novembre 1779 à Marseille et mort le 2 février 1836 à Marseille, est un assureur maritime et compositeur français de musique sacrée.

## Biographie
D'une ancienne et notable famille marseillaise d'assureurs maritimes et d'amateurs de musique, Auguste Vincens est le fils du négociant et assureur maritime Pierre Mathieu Vincens et le petit-fils de Joseph Roux. Il devient assureur maritime. Il épouse Mlle Paban, puis Anne Julie Roy, il est le père d'Antoine François Gaspard Vincens, directeur d'assurance maritimes (époux de Mlle Camoin de Vence et père de Charles Vincens), et de Céleste Joséphine Julie Vincens, épouse d'Antoine Chastan, chirurgien en chef de l'Hôtel-Dieu de Marseille, puis du médecin Eugène Marius Fabre.
S'occupant de musique, en tant qu'amateur, il suit de sérieuses études musicales et harmoniques. Il devient le maître de chapelle de la cathédrale de Marseille. L'un des membres les plus actifs des Concerts Thubaneau, dont il est l'un des créateurs, il est l'un des principaux organisateurs d'auditions et de fondations pouvant développer à Marseille le goût de l'art musical, et s'attache à la restauration de la musique religieuse dans sa ville. Également compositeur, son œuvre comporte principalement des morceaux de musique sacrée.
Il est reçu comme membre de l'Académie de Marseille en 1827.
Il meurt d'une attaque d'apoplexie, alors qu'il allait concourir à l'exécution de la Messe en fa de Cherubini en l'abbaye Saint-Victor de Marseille. Son De Profundis, dont le manuscrit fait partie de la bibliothèque du Conservatoire de Marseille, est joué au cours de sa cérémonie funèbre.

## Œuvres musicales
- Popule meus
- Tantum ergo
- O salutaris Hostia
- Panis angelicus
- Domine salvum fac
- Requiem aeternam
- Salva Regina
- Trois romances
- Couplets et chœur avec accompagnement de piano ou harpe, en l'honneur de S. A. R. Mme la duchesse d’Angoulême (paroles de M. Aimé Taix, musique de M. Auguste Vincens)
- Ouverture de concert
- Andante religioso
- Marche pour bande militaire
- Magnificat
- Ave Regina
- Ave maris Stella
- De Profundis